# Benoît Brunet
Joseph Jean Luc Benoît Brunet (* 24. August 1968 in Sainte-Anne-de-Bellevue, Québec) ist ein ehemaliger kanadischer Eishockeyspieler, der im Verlauf seiner aktiven Karriere zwischen 1985 und 2002 unter anderem 593 Spiele für die Canadiens de Montréal, Dallas Stars und Ottawa Senators in der National Hockey League auf der Position des linken Flügelstürmers bestritten hat. In Diensten der Canadiens de Montréal gewann Brunet im Jahr 1993 den Stanley Cup und feierte damit seinen größten Karriereerfolg.

## Karriere
Brunet absolvierte zwischen 1985 und 1988 eine herausragende Juniorenkarriere bei den Olympiques de Hull in der Ligue de hockey junior majeur du Québec. Gleich in seiner Rookiesaison, an deren Anschluss er im NHL Entry Draft 1986 in der zweiten Runde an 27. Position von den Canadiens de Montréal aus der National Hockey League ausgewählt worden war, sammelte er in 86 Einsätzen 89 Scorerpunkte und gewann mit der Mannschaft die Meisterschaft der LHJMQ in Form der Coupe du Président. In den folgenden beiden Jahren steigerte sich der Stürmer auf 122 und anschließend 156 Saisonpunkte. In sein drittes und letztes Juniorenjahr ging er als Mannschaftskapitän und führte das Team zum zweiten Meistertitel binnen drei Jahren.
Zur Saison 1988/89 wurde Brunet schließlich von den Canadiens de Montréal unter Vertrag genommen. Diese setzten den Franko-Kanadier für die folgenden zwei Jahre in ihrem Farmteam in der American Hockey League, den Canadiens de Sherbrooke, ein. Dort bildete er in seinem ersten Jahr, in dem er auch in der NHL debütierte, ein Angriffsduo mit Stéphan Lebeau. Beide schafften es mit weit über 100 Punkten unter die ersten drei Spieler der Scorerwertung und waren damit hauptverantwortlich, dass Sherbrooke die reguläre Saison als punktbestes Team abschloss. Dennoch schied die Mannschaft in der ersten Runde der Playoffs aus; Brunet und Lebeau wurden allerdings ins AHL First All-Star Team berufen. Ab seinem dritten Profijahr pendelte Brunet für zwei Spielzeiten zwischen dem NHL-Kader Montréals und dem des neuen AHL-Farmteams Fredericton Canadiens, ehe es ihm zur Saison 1992/93 endgültig gelang, sich in der National Hockey League zu etablieren. In diesem Spieljahr gewann er mit den Canadiens den Stanley Cup und war fortan für die folgenden acht Spieljahre ein fester Bestandteil des Teams, der bei optimalem Saisonverlauf zwischen 25 und 30 Scorerpunkten beisteuern konnte. Im Gegensatz zu seiner Zeit als Juniorenspieler, die durch seine Offensivqualitäten geprägt war, schaffte es Brunet sich im Verlauf der Jahre als primär defensiv agierender Stürmer einen Namen zu machen.
Nach einer von Verletzungen geprägten Saison 2000/01 wurde Brunet im ersten Drittel der folgenden Spielzeit gemeinsam mit dem Tschechen Martin Ručínský zu den Dallas Stars transferiert, die im Gegenzug Donald Audette und Shaun Van Allen in die franko-kanadische Metropole abgaben. In Dallas verbrachte der Kanadier allerdings nur vier Monate und bestritt 32 Partien, da er erneut Teil eines Transfergeschäfts wurde. Im Tausch für ein Sechstrunden-Wahlrecht im NHL Entry Draft 2003 wechselte Brunet in die kanadische Hauptstadt zu den Ottawa Senators. Dort beendete er die Spielzeit und gab im Oktober 2002 im Alter von 34 Jahren das Ende seiner Karriere als Aktiver bekannt.
In der Folge arbeitete er nach einer mehrjährigen Pause für den französischsprachigen kanadischen Fernsehsender Réseau des sports (RDS) als Experte bei dessen Übertragungen von NHL-Spielen.

## Erfolge und Auszeichnungen
| - 1986 Coupe-du-Président-Gewinn mit den Olympiques de Hull - 1987 LHJMQ Second All-Star Team - 1988 Coupe-du-Président-Gewinn mit den Olympiques de Hull | - 1989 AHL First All-Star Team - 1993 Stanley-Cup-Gewinn mit den Canadiens de Montréal |

## Karrierestatistik
(Legende zur Spielerstatistik: Sp oder GP = absolvierte Spiele; T oder G = erzielte Tore; V oder A = erzielte Assists; Pkt oder Pts = erzielte Scorerpunkte; SM oder PIM = erhaltene Strafminuten; +/− = Plus/Minus-Bilanz; PP = erzielte Überzahltore; SH = erzielte Unterzahltore; GW = erzielte Siegtore; 1 Play-downs/Relegation; Kursiv: Statistik nicht vollständig)